# Havsfidra
Havsfidra är en segelbåt av kostertyp. 
Havsfidra konstruerades kring 1955 av Lage Eklund som en öppen ringdäckad fiskebåt tänkt att ersätta de gamla skötbåtarna. I den ursprungliga versionen hade båttypen ett djupgående på 90 centimeter. De första seglande fidrorna hade ett enkelt flushat trädäck med genomgående mast. Först en bit in på 1960-talet tillkom valdäcket och masten placerades ovanpå rufftaket, vilket ökade innerutrymmena väsentligt. Havsfidra byggdes i glasfiberarmerad plast på Fisksätra varv. Havsfidra byggdes även i Västervik och i Hjo.
Havsfidra kunde även fås som halvfabrikat.

## Prestationer
Havsfidror är kända för sin robusthet och sjöduglighet. Vilket båten har lämpat sig i långseglingar. Kända prestationer kan nämnas att i den tuffa tävlingen Skaw Race 1966 kom en Havsfidra tvåa efter att 100 båtar av 157 startande brutit tävlingen. I The Single-Handed Trans-Atlantic Race (STAR) 1968 deltog Bertil Enbom med Fione och Åke Mattsson i sin specialbyggda Goodwin II. Fione seglade in i Newport efter 40 dygn 14 timmar och 13min. Placeringen blev den 13e båt som seglade över mållinjen men en andraplacering enligt handicap. Goodwin II kom in som 18e båt men blev diskvalificerad p.g.a att Åke tagit emot hjälp i form av färskvatten.
Åke Mattssons hemsegling efter tävlingen down east Maine, Nova Scotia, New Foundland, Grönland och Shetlandsöarna är en bedrift i sig.
2015 gav sig Magnus Reslow ut i sin Havsfidra "Nymue" för att segla till Gibraltar, men ändrade sin kurs på grund av två "knockdowns" (båten kränger kraftigt ned så att masten rör vattnet). Likväl dök han senare upp på Kanarieöarna, utan större skador vare sig på båten eller på honom själv.

## Konstruktion
Båten är byggd efter svenska marinens normer. Havsfidran var den första serietillverkade båten med inplastad barlast i kölen. Blykölen har lyftkrok, vilket utrustar båten med centrumlyft.
Skrov i enkellaminat. Skrovtjocklek: Skrovsidor 6 mm, botten 8 mm, köl och stäv 12 mm.
Basinrede i plast. Plastade skott. Maststötta saknas. Träinredningen är i teak.
Elsystem: 4 kojlampor och lanternor.
4 kojplatser samt pentry i mitten; mitt emot en garderob.

## Källhänvisning
- Sailguide Havsfidra
- Vågspel av Åke Mattson